# União Astronómica Internacional

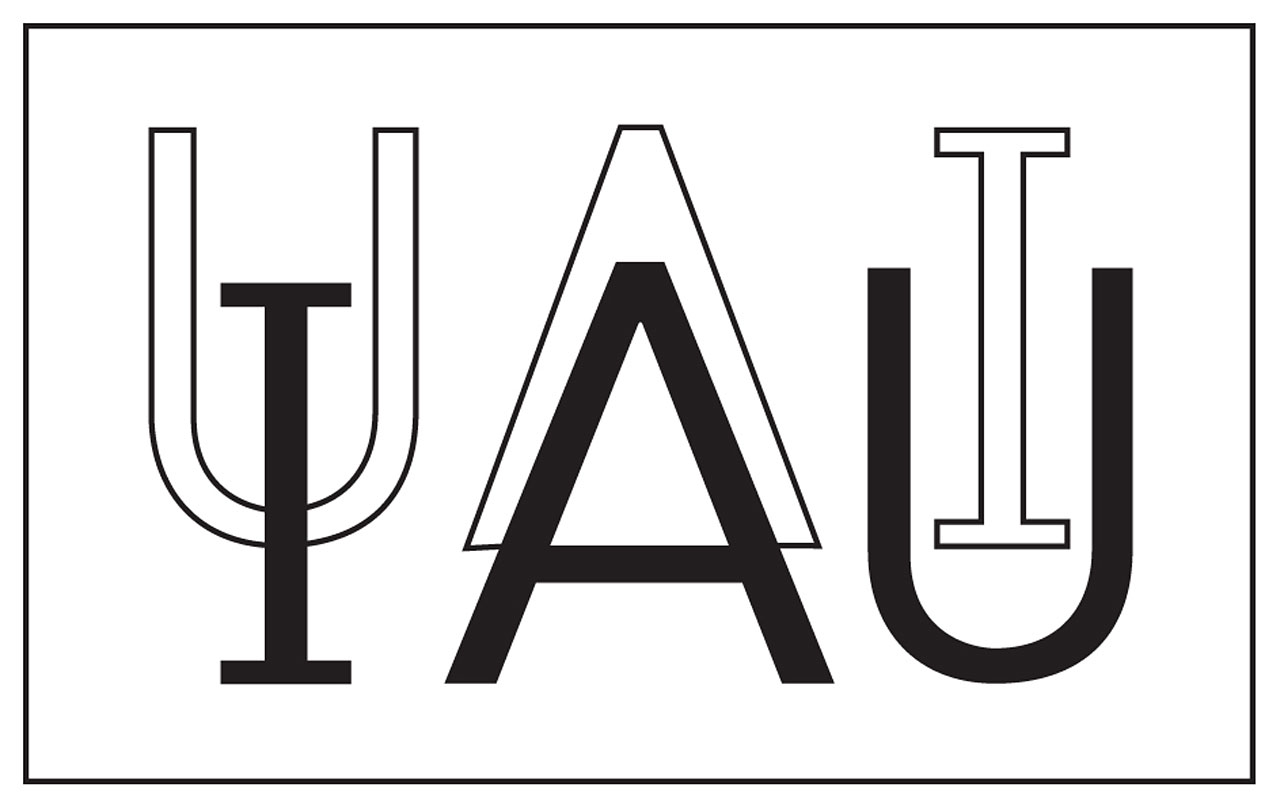
União Astronômica Internacional

A União Astronómica Internacional (português europeu) ou União Astronômica Internacional (português brasileiro) (UAI) é uma sociedade científica cujos membros individuais são astrônomos profissionais de diversos países, portadores do título de doutor e que atuam na pesquisa e na educação em astronomia.
Com sua sede em Paris, sua autoridade é reconhecida internacionalmente para atribuições de nomes a corpos celestes e a quaisquer características das superfícies deles, além de ser integrante do Conselho Internacional de Ciência (CIC). A função principal do UAI é promover e salvaguardar a ciência da astronomia em todos os aspectos através da cooperação internacional. A UAI mantém relacionamento com organizações que incluem astrônomos amadores como seus membros.
Os seus grupos de trabalho incluem o Grupo de Trabalho para Nomenclatura do Sistema Planetário (Working Group for Planetary System Nomenclature - WGPSN), que mantém a convenção de nomes astronômicos e a nomenclatura planetária para corpos planetários. A UAI é responsável pelo sistema de mensagens sobre astronomia que são produzidos e distribuídos em seu nome pelo Escritório Central de Mensagens sobre Astronomia (Central Bureau for Astronomical Telegrams). 

## História
A UAI foi fundado em 1919, com o aparecimento de vários projetos incluindo a Carte Du Ciel, o Solar Union e o International Time Bureau. 
O primeiro presidente indicado foi Benjamin Baillaud. Pieter Johannes van Rhijn foi presidente de 1932 até 1958. No Boletim Informativo do UAI No. 100, doze dos catorze últimos Secretários gerais desde 1964, cada um em seu cargo por três anos entre as Assembleias Gerais, recordam as histórias da UAI com suas dificuldades, por exemplo, com oficiais do antigo bloco Soviético, com a junta militar grega, e a razão por trás da decisão não muito popular para esperar uma Assembleia Extraordinária Geral  na Polônia, por ocasião do aniversário de 500 anos de Nicolau Copérnico, em Fevereiro de 1973, logo após a Assembleia Geral ordinária na Austrália.

## Composição
A UAI possui 10 145 membros “individuais”, todos são profissionais astrônomos e a maioria são PhD. Existem também 64 membros “nacionais” que representam países afiliados com a UAI. 87% são homens, enquanto somente 13% são mulheres, entre elas a ex-presidente, astrônoma Catherine J. Cesarsky.
O corpo soberano da UAI é sua “Assembleia Geral”, reunindo todos os membros. A Assembleia determina as políticas da UAI, aprovando estatutos e regulamentos da União (a propostas de alteração) e elege diversas comissões.
O direito a voto nas questões submetidas à Assembleia varia de acordo com o assunto em discussão. Os estatutos consideram cada assunto dividido em duas categorias:
- Assuntos de ‘’natureza primordialmente cientifica’’ (determinado pelo Comitê Executivo), seu voto é restrito a membros individuais; e
- Outros assuntos, (como a revisão do estatuto e questões de procedimento), com voto restrito aos representantes dos membros nacionais.

Em matéria orçamental (que são categorizados como “outros assuntos”), os votos são ponderados de acordo com os níveis de subscrição relativa dos membros nacionais. Um voto de segunda categoria exige uma participação de pelo menos dois terços dos membros nacionais, a fim de ser válido. A maioria absoluta é suficiente para aprovação em qualquer votação, exceto para a revisão do Estatuto que exige dois terços da maioria. Uma igualdade de votos é resolvida pelo voto do presidente da União.

## Assembleias gerais
Desde 1922, as Assembleias Gerais da UAI são realizadas a cada três anos, com a exceção do período entre 1938 a 1948, devido à Segunda Guerra Mundial. Já foram realizadas 31 assembleias gerais ordinárias e uma extraordinária. As próximas reuniões da assembleia geral serão realizadas na Cidade do Cabo (2024) e em Roma (2027).
| Reunião                         | Ano  | Cidade         | País               |
| ------------------------------- | ---- | -------------- | ------------------ |
| I Assembleia Geral              | 1922 | Roma           | Itália             |
| II Assembleia Geral             | 1925 | Cambridge      | Reino Unido        |
| III Assembleia Geral            | 1928 | Leiden         | Países Baixos      |
| IV Assembleia Geral             | 1932 | Cambridge, MA  | Estados Unidos     |
| V Assembleia Geral              | 1935 | Paris          | França             |
| VI Assembleia Geral             | 1938 | Estocolmo      | Suécia             |
| VII Assembleia Geral            | 1948 | Zurique        | Suíça              |
| VIII Assembleia Geral           | 1952 | Roma           | Itália             |
| IX Assembleia Geral             | 1955 | Dublin         | Irlanda            |
| X Assembleia Geral              | 1958 | Moscou         | União Soviética    |
| XI Assembleia Geral             | 1961 | Berkeley       | Estados Unidos     |
| XII Assembleia Geral            | 1964 | Hamburgo       | Alemanha Ocidental |
| XIII Assembleia Geral           | 1967 | Praga          | Tchecoslováquia    |
| XIV Assembleia Geral            | 1970 | Brighton       | Reino Unido        |
| XV Assembleia Geral             | 1973 | Sydney         | Austrália          |
| Assembleia Geral Extraordinária | 1973 | Varsóvia       | Polónia            |
| XVI Assembleia Geral            | 1976 | Grenoble       | França             |
| XVII Assembleia Geral           | 1979 | Montreal       | Canadá             |
| XVIII Assembleia Geral          | 1982 | Patras         | Grécia             |
| XIX Assembleia Geral            | 1985 | Nova Deli      | Índia              |
| XX Assembleia Geral             | 1988 | Baltimore      | Estados Unidos     |
| XXI Assembleia Geral            | 1991 | Buenos Aires   | Argentina          |
| XXII Assembleia Geral           | 1994 | Haia           | Países Baixos      |
| XXIII Assembleia Geral          | 1997 | Kyoto          | Japão              |
| XXIV Assembleia Geral           | 2000 | Manchester     | Reino Unido        |
| XXV Assembleia Geral            | 2003 | Sydney         | Austrália          |
| XXVI Assembleia Geral           | 2006 | Praga          | Chéquia            |
| XXVII Assembleia Geral          | 2009 | Rio de Janeiro | Brasil             |
| XXVIII Assembleia Geral         | 2012 | Beijing        | China              |
| XXIX Assembleia Geral           | 2015 | Honolulu       | Estados Unidos     |
| XXX Assembleia Geral            | 2018 | Viena          | Áustria            |
| XXXI Assembleia Geral           | 2021 | Busan          | Coreia do Sul      |
| XXXII Assembleia Geral          | 2024 | Cidade do Cabo | África do Sul      |
| XXXIII Assembleia Geral         | 2027 | Roma           | Itália             |